# Luray
Luray ist eine französische Gemeinde mit 1.570 Einwohnern (Stand: 1. Januar 2022) im Département Eure-et-Loir in der Region Centre-Val de Loire; sie gehört zum Arrondissement Dreux und zum Kanton Dreux-2.

## Geographie
Luray liegt etwa 31 Kilometer nordnordwestlich von Chartres und etwa 70 Kilometer westsüdwestlich von Paris. Der Fluss Eure begrenzt die Gemeinde im Osten. Umgeben wird Luray von den Nachbargemeinden Sainte-Gemme-Moronval im Norden, Mézières-en-Drouais im Osten, Écluzelles im Südosten, Marville-Moutiers-Brûlé im Süden, Vernouillet im Westen sowie Dreux im Nordwesten.
Am Nordrand der Gemeinde führt die Route nationale 154 entlang.

## Bevölkerungsentwicklung
| 1962                       | 1968 | 1975 | 1982 | 1990 | 1999 | 2006 | 2018 |
| -------------------------- | ---- | ---- | ---- | ---- | ---- | ---- | ---- |
| 520                        | 871  | 1020 | 1009 | 1281 | 1308 | 1468 | 1531 |
| Quellen: Cassini und INSEE |      |      |      |      |      |      |      |

## Sehenswürdigkeiten

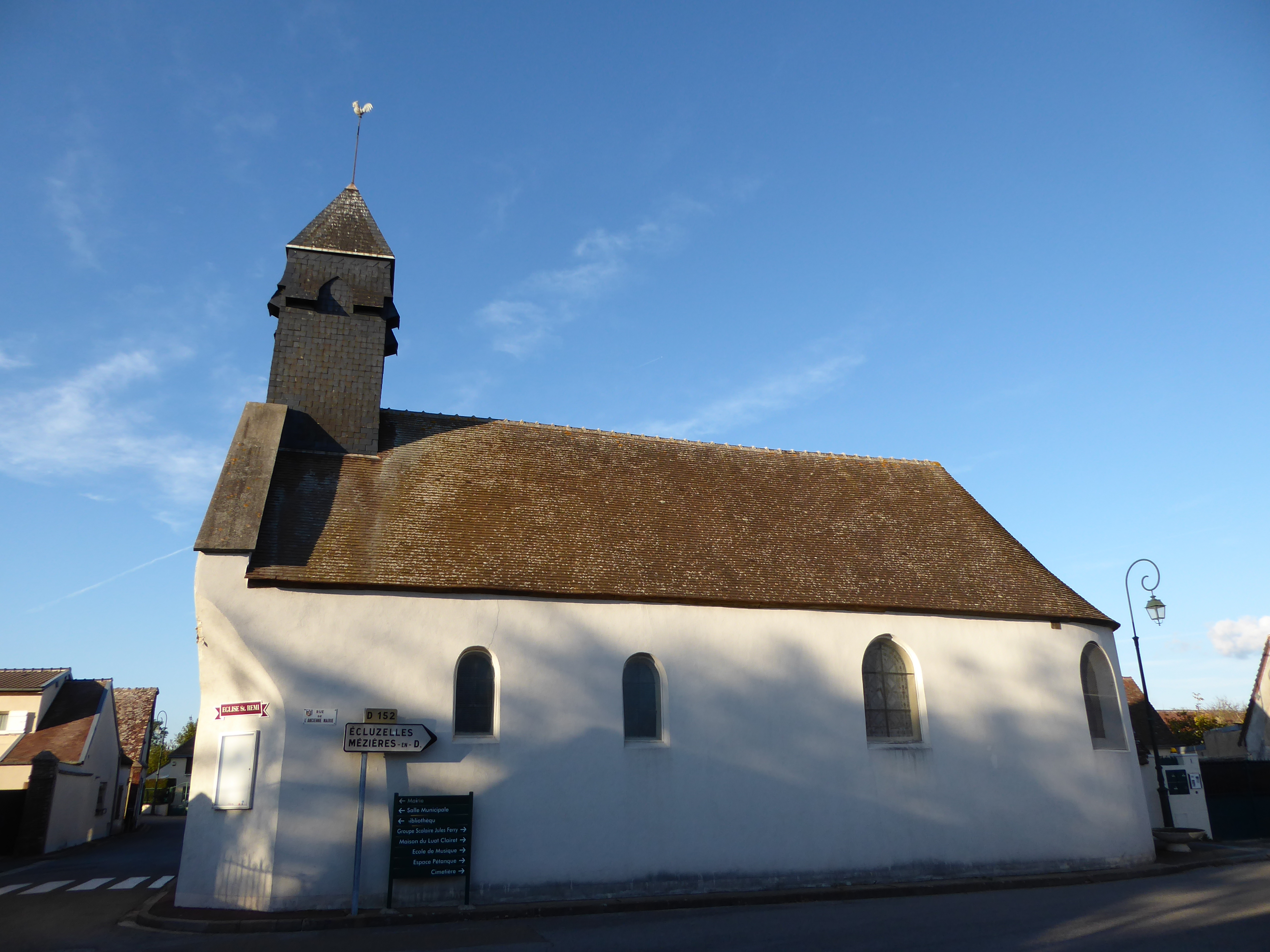
Kirche Saint-Remi

- Kirche Saint-Remi